# Confederazione germanica
La Confederazione germanica o Confederazione tedesca (in tedesco: Deutscher Bund) fu una libera associazione di Stati tedeschi formata dal Congresso di Vienna del 1815. La Confederazione aveva esattamente gli stessi confini del Sacro Romano Impero dopo la pace di Vestfalia ad eccezione delle Fiandre, ma contrariamente alla struttura precedente, gli Stati membri erano pienamente sovrani.
La Confederazione collassò quando la Prussia e l'Austria entrarono in guerra nel 1866. Tutti gli Stati costituenti divennero parte dell'Impero tedesco nel 1871, eccetto Impero austriaco, Liechtenstein, Lussemburgo e Limburgo.

## Impatto della Rivoluzione francese e delle invasioni napoleoniche sul mondo tedesco

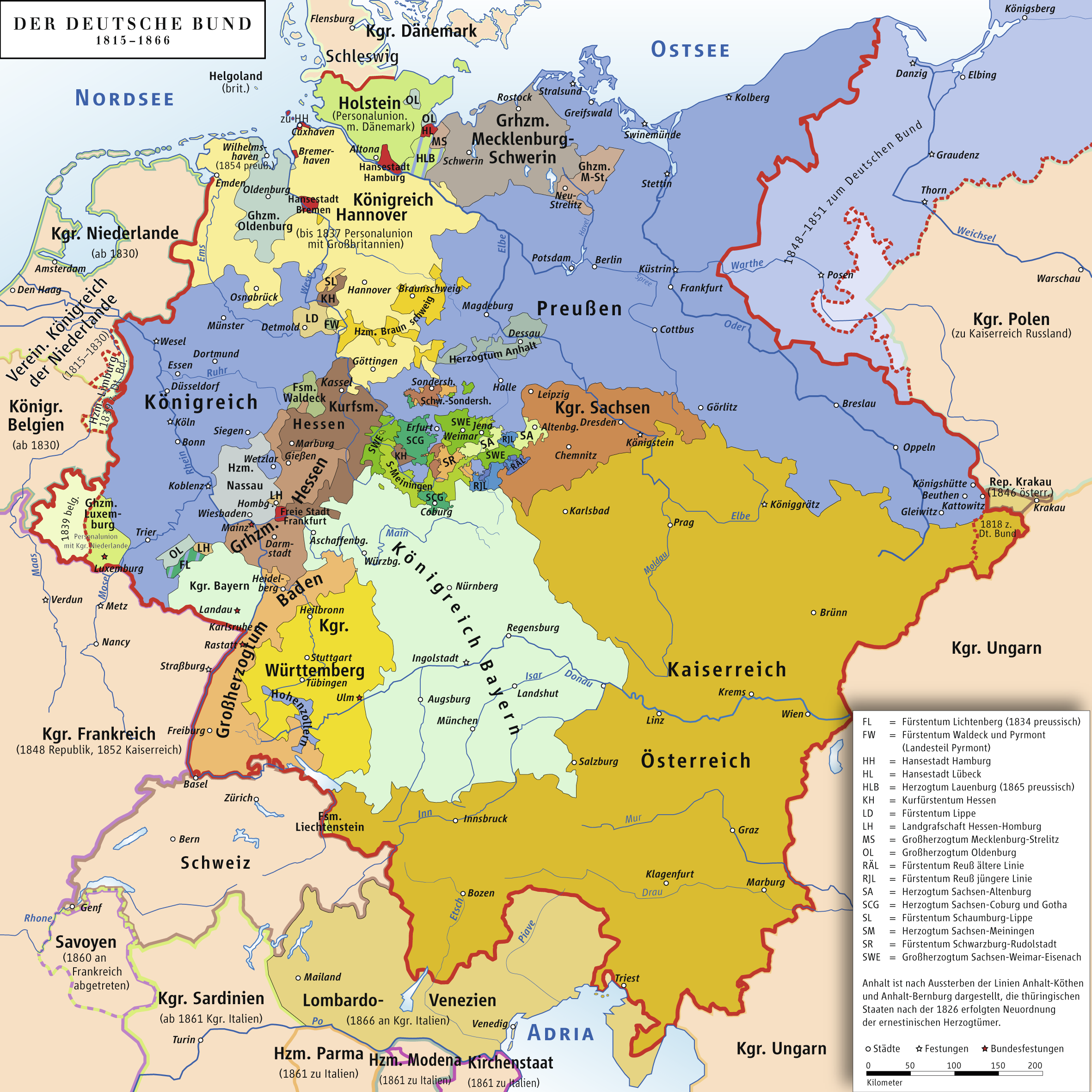
Mappa della Confederazione germanica

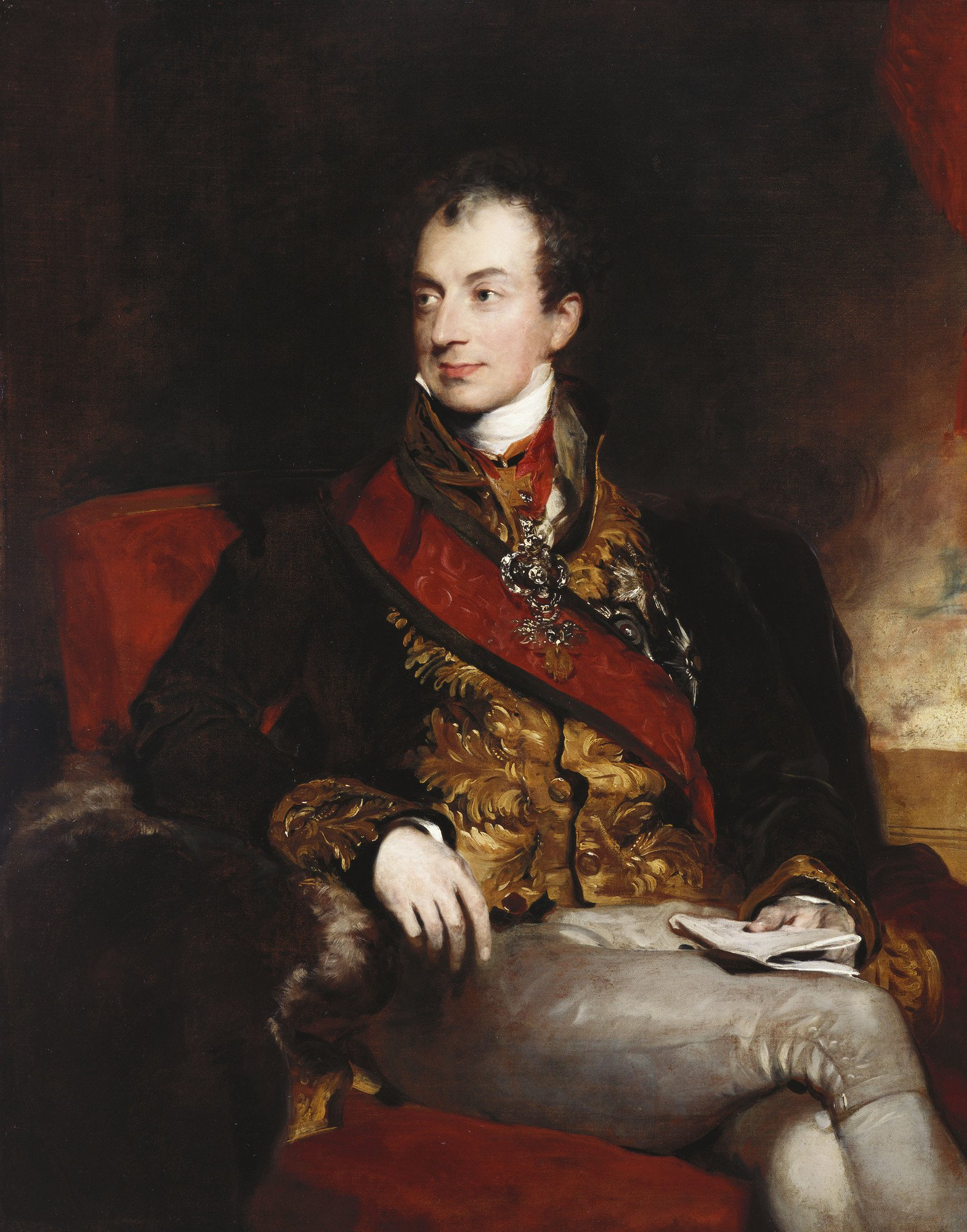
Il cancelliere austriaco Klemens Wenzel von Metternich dominò la Confederazione germanica dal 1815 al 1848

Il tardo XVIII secolo fu un periodo di riforme politiche, economiche, intellettuali e culturali, riconducibili all'Illuminismo (rappresentato da figure come Locke, Rousseau, Voltaire e Adam Smith), ma che coinvolsero anche il Romanticismo. Queste culminarono nella Rivoluzione francese, dove la libertà dell'individuo e delle nazioni venivano asserite in contrasto con il privilegio e le tradizioni. Organizzate in una pluralità di elaborazioni teoriche, le idee della Rivoluzione giunsero in risposta alla disintegrazione dei precedenti percorsi culturali e si accoppiarono ai nuovi percorsi creati dal sorgere del capitalismo industriale.
Ad ogni modo, la sconfitta di Napoleone Bonaparte permise la sopravvivenza di Stati reazionari come il Regno di Prussia e l'Impero austriaco, gettando le basi per il Congresso di Vienna del 1815, l'alleanza che si sforzò di opporsi alle richieste radicali di cambiamento annunciate dalla Rivoluzione francese. Le grandi potenze, al Congresso di Vienna, miravano a riportare l'Europa, il più possibile, alle sue condizioni pre-napoleoniche, combattendo sia il liberalismo che il nazionalismo e creando una barriera attorno alla Francia. Con la posizione austriaca sul continente, intatta ed apparentemente sicura, sotto la guida del premier reazionario Klemens von Metternich, l'Impero asburgico sarebbe servito da barriera per contenere anche l'emergere degli Stati nazionali italiano e tedesco, oltre a contenere la Francia. Tale equilibrio di potere reazionario, mirato a bloccare il nazionalismo italiano e quello tedesco sul continente, era però precario.
Dopo la sconfitta finale di Napoleone a Waterloo nel 1815, gli Stati tedeschi si unirono nella Confederazione germanica, un'organizzazione abbastanza debole, specialmente perché i due rivali, Prussia e Austria, temevano la dominazione da parte dell'altro.
Agli osservatori contemporanei, comunque, una sollevazione rivoluzionaria post-napoleonica apparirebbe improbabile. Anche se in seguito sarebbe emersa come Stato tedesco dominante, base politica della Germania unita, e potenza che avrebbe tentato di ottenere il predominio globale verso la fine del XIX secolo, la Prussia era apparentemente arretrata. Sotto la Prussia, la reazione risaliva alla caduta dei Cavalieri Teutonici. Anche se le strutture agricole erano state organizzate in forma molto decentralizzata sotto l'Ordine teutonico, la nobiltà prussiana avrebbe in seguito espanso le sue proprietà a scapito dei contadini, nei territori un tempo appartenuti all'Ordine Teutonico, riducendoli ad una tranquilla servitù. Sotto la Prussia, anche l'ascesa della borghesia urbana sarebbe stata notevolmente ostacolata. Gli junker cercavano di ridurre le città alla dipendenza, cortocircuitandole con le loro esportazioni, lasciando poco potenziale rivoluzionario al lavoro - urbano e rurale - libero dagli obblighi feudali. In Inghilterra ed in Francia, che si dimostrarono più ricettive alla democrazia occidentale, dall'Illuminismo alla sconfitta tedesca nella seconda guerra mondiale, il declino degli obblighi feudali era connesso allo sviluppo della borghesia urbana. Per gli Hohenzollern, invece, questo portò alla costituzione di uno Stato centralizzato, che spiega il debole sviluppo del governo parlamentare in Prussia. Per l'epoca delle guerre napoleoniche, la Prussia era uno Stato arretrato, radicato nelle virtù della sua consolidata classe aristocratico-militare, stratificata da rigide linee gerarchiche.
A parte la Prussia, la Germania nel suo insieme era caratterizzata da disunità politica, da conflitti d'interessi tra nobili e mercanti, dal sistema delle gilde, che scoraggiava concorrenza e innovazione. Questi fattori ritardarono il progresso dell'industrialismo tedesco. Mentre questo ridusse la classe media, concedendo al vecchio ordine una misura di stabilità mai vista in Francia, la vulnerabilità prussiana all'esercito napoleonico dimostrò a molti reazionari ricettivi del vecchio ordine che una Germania debole, divisa e arretrata poteva cadere facilmente preda dei suoi vicini, uniti e industrializzati.
Le precedenti sconfitte prussiane contro la Francia napoleonica evidenziarono nel 1815 la necessità di riforme amministrative, economiche e sociali, per migliorare l'efficienza della burocrazia ed incoraggiare un'educazione pratica basata sul merito. Ispirate dall'organizzazione napoleonica delle principalità italiane e tedesche, le riforme apparentemente liberali di Karl August von Hardenberg e del conte Stein furono completamente conservatrici, promulgate per preservare i privilegi e le istituzioni aristocratiche durante un'epoca di riforma, reazione e rivoluzione aperta dalla Rivoluzione francese con la costruzione di un competente esercito nazionale.
Le riforme gettarono le fondamenta per il futuro della potenza militare prussiana, tramite la professionalizzazione dell'esercito, decretando la coscrizione militare universale. Per conseguire un'industrializzazione nell'ambito delle istituzioni aristocratiche prussiane, le riforme terriere abolirono il monopolio junker sulla proprietà terriera, quindi la servitù e molte altre pratiche feudali.

## Romanticismo, nazionalismo, liberalismo durante ilVormärz
Anche se le forze liberate dalla Rivoluzione francese sembravano apparentemente sotto controllo dopo il Congresso di Vienna, il conflitto tra forze conservatrici e liberali nazionaliste venne al massimo rinviato. L'epoca fino alla fallita rivoluzione del 1848, in cui queste tensioni si accumularono, viene comunemente definita come Vormärz, "pre-marzo", con riferimento allo scoppio delle rivoluzioni nel marzo 1848.
Questa competizione richiese alle forze del vecchio ordine di misurarsi con quelle ispirate dalla Rivoluzione francese e dei diritti dell'uomo. La ripartizione sociologica della competizione fu da una parte agganciata principalmente a commercio e industria, e dall'altra associata all'aristocrazia terriera o militare (gli junker) in Prussia, le forze dietro l'Impero asburgico in Austria, e i fiancheggiatori conservatori dei piccoli principati e delle città-stato in Germania.
Nel frattempo, le richieste per un cambiamento dal basso erano fermentate fin dall'influenza della Rivoluzione Francese. Attraverso tutta la Confederazione tedesca, l'influenza austriaca era dominante, e portava all'ira dei movimenti nazionalistici. Metternich considerava il nazionalismo, specialmente i movimenti giovanili nazionalistici, il pericolo più pressante, che potevano non solo ripudiare la preponderanza austriaca sulla Confederazione, ma anche stimolare un sentimento nazionalista all'interno dell'Impero austriaco stesso. In quanto entità multinazionale poliglotta, nella quale slavi e magiari oltrepassavano di gran lunga i tedeschi, la prospettiva di sentimenti cechi, slovacchi, ungheresi, polacchi, serbi o croati, accompagnati al liberalismo della classe media, era certamente orripilante.
L'era Vormärz vide figure come Johann Wolfgang von Goethe, Johann Gottlieb Fichte, e Johann Gottfried von Herder propugnare il nazionalismo romantico. Altri diffusero queste idee tra i giovani. La società ginnica di padre Friedrich Jahn espose la gioventù della classe media tedesca alle idee nazionaliste, che presero la forma delle confraternite universitarie nazionaliste conosciute come Burschenschaften. Il Festival di Wartburg del 1817 celebrò Martin Lutero come un nazionalista proto-tedesco, collegando luteranesimo e nazionalismo tedesco, aiutando a destare i sentimenti religiosi in favore della causa nazionale tedesca. Il festival culminò con l'assassinio di una spia del servizio segreto russo, un altro impero poli-nazionale che cercava disperatamente di aggrapparsi al vecchio ordine quale esisteva prima della Rivoluzione francese. Metternich reagì rapidamente e con severità, usando questo pretesto per persuadere la Dieta della Confederazione a emanare i decreti di Carlsbad del 1819, che disciolsero i Burschenschaften, schiacciarono la stampa liberale, e restrinsero severamente le libertà accademiche.
Nel campo della Confederazione germanica, la crisi diplomatica del Reno del 1840 scatenò le passioni nazionaliste. Con la Canzone del Reno di Nikolaus Becker Sie sollen ihn nicht haben, den freien deutschen Rhein (Essi non lo devono avere, il libero Reno), con la poesia Die Wacht am Rhein (La Guardia al Reno) di Max Schneckenburger e con la canzone Das Lied der Deutschen di August Heinrich Hoffmann von Fallersleben, nacquero le opportunità di identificazione popolare nel movimento pantedesco.

## Integrazione economica
Nel frattempo, la Prussia avrebbe continuato a reprimere il liberalismo e proseguito con le riforme dall'alto. Ulteriori tentativi di migliorare la Confederazione iniziarono con la fondazione dell'unione doganale nel 1818, che oltre ad abolire i dazi tra gli Stati prussiani decise di adottare un protezionismo moderato, con l'obiettivo di facilitare l'importazione di manufatti britannici a basso costo. Alle materie prime venne invece totalmente eliminato il dazio. Sembrava un suicidio economico, invece sarebbe stato il trampolino di lancio del boom economico e commerciale prussiano.
Lo Zollverein arriverà solo nel 1834, a seguito della richiesta di adesione prima degli Stati-enclave che soffrivano la concorrenza, e poi degli altri Stati, dei quali fallì il tentativo di competere con la Lega commerciale tra Berlino e Württemberg e la Lega tra Sassonia, Turingia, Assia-Kassel fino all'Ohneburg. L'Assia-Kassel, infatti, già un anno dopo la nascita della Lega andò in bancarotta e chiese di entrare nel sistema prussiano (1828). Il regime prussiano avrebbe stimolato un'ampia serie di vantaggi commerciali e industriali per decreto — continuazione logica del programma intrapreso da Stein e Hardenberg meno di due decenni prima. Inavvertitamente, queste riforme avrebbero innescato il movimento per l'unificazione, e aumentato le richieste della classe media di ulteriori diritti politici; ma l'arretratezza del periodo e la paura prussiana nei confronti dei suoi vicini più forti erano la minaccia maggiore. L'unione doganale aprì un mercato comune e pose fine alle tariffe locali tra Stati. Standardizzò inoltre pesi, misure e valute all'interno degli stati membri (ad esclusione dell'Austria), formando le basi di un'economia proto-nazionale.

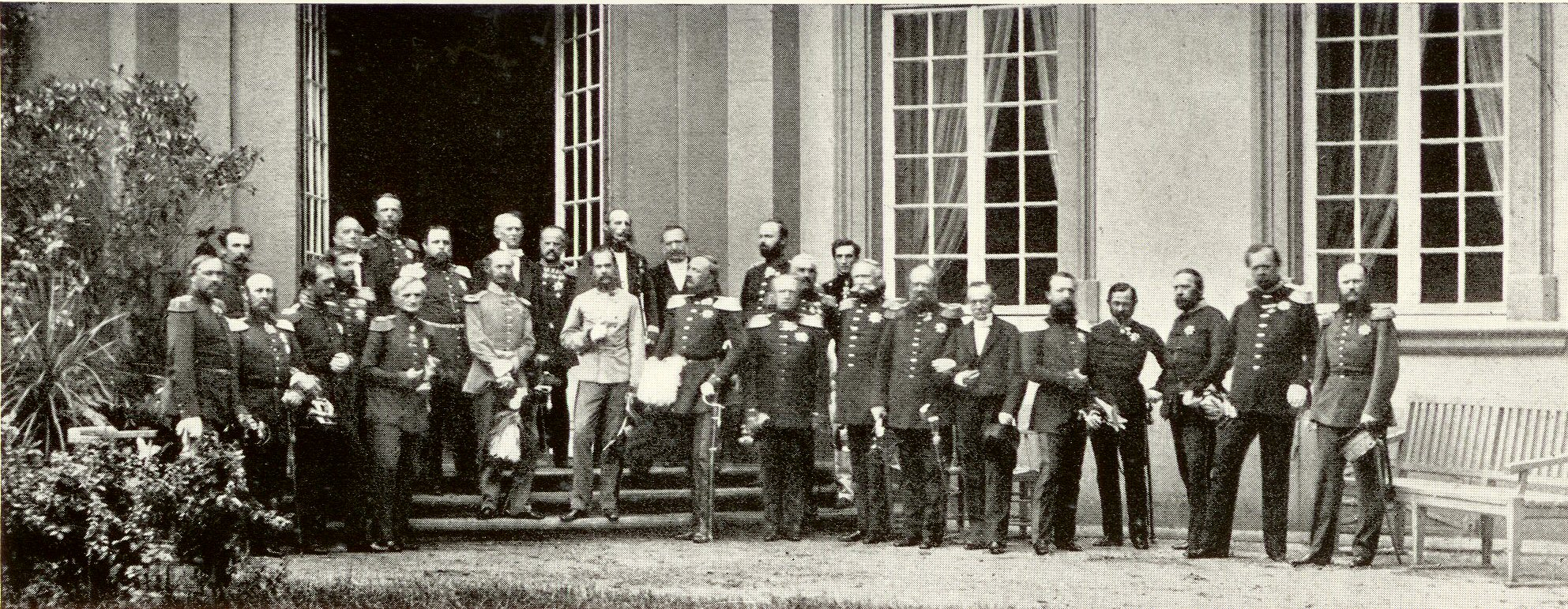
I sovrani degli stati membri della Confederazione in un incontro a Francoforte nel 1863.

Nel 1842 lo Zollverein includeva la maggior parte degli Stati tedeschi. Nei vent'anni successivi la produzione delle fonderie tedesche quadruplicò. La produzione di carbone crebbe anch'essa rapidamente. Come risultato, gli industriali tedeschi, specialmente la Krupp fondata da Alfred Krupp, avrebbero introdotto l'invenzione della pistola in acciaio, gli assali in acciaio fuso, e il fucile a retrocarica, esemplificando la riuscita applicazione tedesca della tecnologia agli armamenti. La sicurezza della Germania venne notevolmente aumentata, lasciando lo Stato prussiano e l'aristocrazia terriera al sicuro dalle minacce esterne. I produttori tedeschi lavorarono pesantemente anche in settori diversi da quello della difesa. La Gran Bretagna non sarebbe più stata in grado di soddisfare la metà del fabbisogno tedesco di manufatti, come avveniva in precedenza.
Comunque, sviluppando una forte base industriale, lo Stato prussiano rafforzò la classe media e quindi il movimento nazionalista. L'integrazione economica aumentò in particolar modo la coscienza nazionale tra gli Stati tedeschi, e rese l'unità politica uno scenario molto più probabile. La Germania iniziava ad esibire tutte le caratteristiche di una proto-nazione.
Il fattore cruciale che permise al regime conservatore prussiano di sopravvivere alla Vormärz fu una coalizione di massima tra i settori-guida della classe alta terriera e gli interessi emergenti del commercio e dell'industria. Marx e Engels, nella loro analisi delle fallite rivoluzioni del 1848, descrissero nei seguenti termini tale coalizione: "una classe commerciale e industriale che è troppo debole e dipendente per prendere il potere e governare nel suo diritto e che perciò si getta nelle braccia dell'aristocrazia terriera e della burocrazia reale, scambiando il diritto di governare per il diritto di fare soldi". È necessario aggiungere che, anche se l'elemento commerciale e industriale era debole, doveva essere comunque abbastanza forte da diventare degno di essere cooptato, e la Rivoluzione Francese spaventò sufficientemente gli elementi più ricettivi tra i Junker prussiani, per far sì che lo Stato fosse sufficientemente accomodante.
Mentre una stabilità relativa fu mantenuta fino al 1848, con abbastanza elementi borghesi che si accontentavano di scambiare "il diritto di governare con il diritto di fare soldi", la classe alta terriera vide affondare la sua base economica. Mentre lo Zollverein portò progresso economico e aiutò a tenere i borghesi calmi per un po', avrebbe anche incrementato rapidamente le file della classe media, la vera base sociale del nazionalismo e del liberalismo, che lo Stato prussiano cercava di fermare.
Lo Zollverein rappresentò uno spostamento verso l'integrazione economica, il moderno capitalismo industriale e la vittoria del centralismo sul localismo, portando rapidamente al termine l'era delle gilde nei piccoli Stati principeschi della Germania. Questo avrebbe preso forma nella rivolta dei tessitori della Slesia, nel 1844, che testimoniarono la distruzione della loro vita da parte delle nuove manifatture. Incapaci di competere con l'efficienza industriale, gli operai tessili videro svanire rapidamente la loro base economica. Questa base di piccoli artigiani, tessitori, commessi, commercianti e piccoli imprenditori, avrebbe costituito in seguito una minaccia al Secondo Reich, dominato dalla coalizione emergente della classe alta terriera e degli industriali. Questi aspri conflitti di classe, la debolezza della tradizione democratica e la ristretta base sociale dell'aristocrazia terriera e militare sarebbero state più tardi messe a tacere dai mezzi autoritari di governo del Secondo Reich, specialmente durante la repressione di cattolici e socialisti condotta da Bismarck.
Lo Zollverein indebolì anche il dominio austriaco della Confederazione, poiché l'unità economica aumentò il desiderio di unità politica e nazionalismo. Negli anni seguenti, gli altri stati tedeschi iniziarono a guardare alla Prussia, e non all'Austria, come loro guida.

## Le rivoluzioni del 1848
Comunque, a questo punto, lo Zollverein non era più sufficiente a eliminare il desiderio della classe media tedesca di raggiungere il diritto di governare. Le notizie della rivoluzione del 1848 a Parigi raggiunsero rapidamente la scontenta borghesia liberale e la più radicale classe operaia, lasciando incolumi solo i regimi più repressivi dei Romanov e dell'Impero ottomano.
Il 15 marzo 1848, i sudditi di Federico Guglielmo IV di Prussia diedero sfogo alle loro aspirazioni politiche, da lungo represse, con rivolte violente a Berlino, mentre a Parigi vennero erette barricate in tutta la città per contenere i combattimenti urbani tra civili ed esercito. Quando Luigi Filippo di Francia scappò in Inghilterra il re prussiano, intimorito e costretto, capitolò davanti alla richiesta rivoluzionaria, promettendo una costituzione e un parlamento e il sostegno all'unificazione tedesca.
In Francia, dove l'aristocrazia conservatrice venne sonoramente messa da parte dalle rivoluzioni del 1789, 1830 e 1848, la nuova Seconda Repubblica sfociò nella guerra civile tra gruppi rivoluzionari rivali: la borghesia moderata, che favoriva l'ordine e la democrazia costituzionale, e i socialisti, appoggiati dalle masse operaie parigine. A Parigi i disoccupati, al grido di "pane o piombo", innalzarono la bandiera rossa: fu la prima volta in cui questa emerse come simbolo del proletariato, ed eressero barricate per rovesciare la Seconda Repubblica. Era dai tempi del "Terrore" che Parigi non vedeva combattimenti su questa scala, in seguito soffocati dalla selvaggia repressione che lasciò un amaro rancore tra il proletariato francese e gli elementi borghesi.
Il 18 maggio il Parlamento di Francoforte aprì la sua prima sessione con membri provenienti dai vari Stati tedeschi e dell'Austria. Questo si divise immediatamente tra i fautori della Kleindeutsche (piccola Germania) e della Grossdeutsche (grande Germania). La prima favoriva la Prussia, a cui veniva offerta la corona imperiale. La seconda favoriva la corona degli Asburgo a Vienna, che avrebbe integrato Austria e Boemia (ma non l'Ungheria) nella nuova Germania.
Da maggio a dicembre, l'Assemblea dibatté eloquentemente su argomenti accademici, mentre i conservatori reagirono prontamente contro i riformatori. Nel frattempo, tale competizione intensificò le tendenze reazionarie e autoritarie nella classe alta terriera, che vide le sue basi economiche affondare, così come avvenne nell'Austria di Metternich e nella Russia del rigido reazionario Nicola I.
Poiché l'esercito prussiano si rivelò fedele, e i contadini si mostrarono disinteressati, il re Federico Guglielmo riacquistò fiducia. Mentre l'Assemblea emanava la sua Dichiarazione dei diritti del popolo tedesco, e venne stilata una costituzione (escludendo l'Austria che aveva rifiutato l'offerta), la guida del Reich venne offerta a Federico Guglielmo, che rifiutò di prenderla "raccogliendo una corona dalle fogne". Molti delegati tornarono a casa, e l'esercito prussiano rispose placando qualche rivolta. Migliaia di liberali della classe media fuggirono all'estero, specialmente negli Stati Uniti.
Nel 1850 il re prussiano emanò la sua costituzione, in risposta alla fallita rivoluzione dal basso. Il suo documento sponsorizzava una Confederazione degli Stati tedeschi del Nord e concentrava il potere reale nelle mani del Kaiser e delle classi alte. Comunque, la Prussia rispose alla pressione della Russia e dell'Austria, che temevano una Germania forte dominata dalla Prussia, alla conferenza di Olomouc, conosciuta come l'"umiliazione di Olmütz".

## Bismarck e la guerra di unificazione

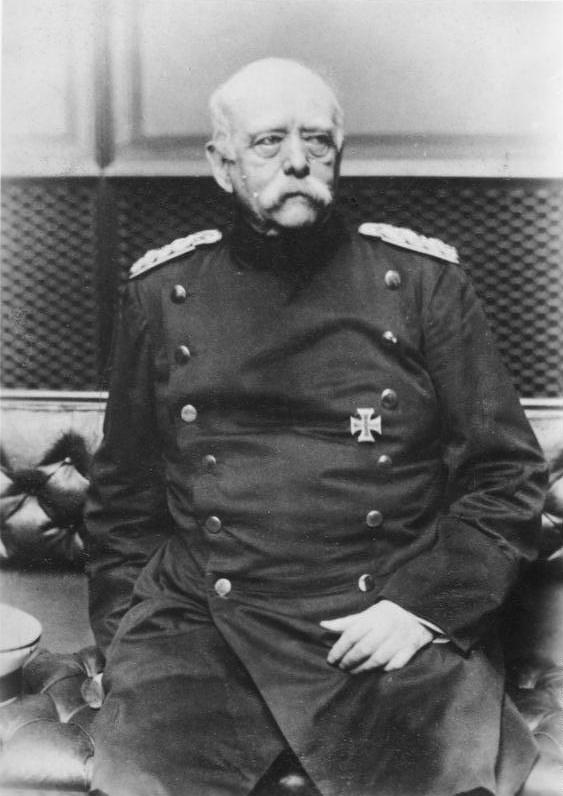
Otto von Bismarck

Poco dopo l'"umiliazione di Olmütz", una nuova generazione di statisti iniziò a dare risposta, per i propri fini, alle richieste popolari di unità nazionale, non solo in Germania ma anche in Italia, portando avanti la tradizione prussiana dell'autocrazia e delle riforme dall'alto. Ci volle una guida molto abile per trascinarsi dietro gli elementi reazionari meno ricettivi, e Italia e Germania riuscirono a conseguire questo compito apparentemente paradossale di una modernizzazione conservatrice. Bismarck, come Stein e Hardenberg, cercò in sostanza di preservare la posizione degli junker in un periodo di grandi cambiamenti. Bismarck, infatti, venne nominato dal Kaiser Guglielmo I per aggirare i liberali nel Landtag che si opponevano all'ingrandimento militare del Kaiser, a causa della sua natura elitaria. Gradualmente, gli junker, guidati dal Bismarck, avrebbero vinto sulla classe media, reagendo ai loro sentimenti rivoluzionari, espressi nel 1848, con la fornitura di opportunità economiche per le quali la classe media urbana aveva lottato.
Un fatto notevole in questa "modernizzazione conservatrice" è l'apparizione di capi politici distinti: Cavour in Italia; in Germania, Stein, Hardenberg, oltre a Bismarck, il più famoso di tutti; in Giappone gli statisti dell'epoca Meiji. Forti le similtudini tra loro: tutti erano conservatori relativamente allo spettro politico della loro epoca e della loro nazione, devoti alla monarchia, disposti a usarla come strumento di riforma, modernizzazione e unità nazionale. Anche se tutti erano aristocratici, erano dissidenti o esterni relativamente al vecchio ordine, al punto che nel loro retroterra aristocratico, nell'abitudine al comando e nella predisposizione alla politica si può rintracciare un contributo dell'ancien régime agrario alla costruzione di una nuova società.